# Ричард Џенкинс
Ричард Дејл Џенкинс (енгл. Richard Dale Jenkins; Декаб, Илиној, 4. мај 1947), амерички је позоришни, филмски и ТВ глумац.
Џенкинс је своју глумачку каријеру започео у позоришту, а дуго је радио у споредним улогама на филму и телевизији. Његова револуционарна улога била је улога Натанијела Фишера у ХБО телевизијској серији Шест стопа под земљом (2001–2005).
Џенкинс је био номинован за Оскара за најбољег глумца за улогу у филму Посетилац (2008). Освојио је Прајмтајм Еми награду за најбољег главног глумца у мини серији или филму за Шта Оливија зна? (2014). За улогу илустратора Џајлса у фантастичној драми Облик воде (2017), Џенкинс је добио бројне номинације, укључујући Оскара, Златни глобус и награде Удружења филмских глумаца за најбољег споредног глумца.